# Harrisville, West Virginia
Harrisville är administrativ huvudort i Ritchie County i West Virginia i USA. Enligt 2010 års folkräkning hade Harrisville 1 876 invånare.